# Bělořit šedý
Bělořit šedý (Oenanthe oenanthe) je pták z řádu pěvců, který je velký jako vrabec. Tažný, ze zimovišť se vrací koncem března a v dubnu, odlétá koncem srpna a v září. Hnízdí v dutinách mezi kameny, v pískových nebo hlinitých stěnách apod. Ve světovém měřítku málo dotčený, v Česku silně ohrožený druh.

## Taxonomie
- Oenanthe oenanthe oenanthe – většina areálu výskytu
- Oenanthe oenanthe leucorrhoa – Faerské ostrovy, Grónsko, severovýchodní Kanada. Je větší a bohatěji zbarvený, než bělořit šedý.
- Oenanthe oenanthe seebohmi – severozápadní Afrika. Status poddruhu je nejasný, někdy označován za samostatný druh.

## Popis

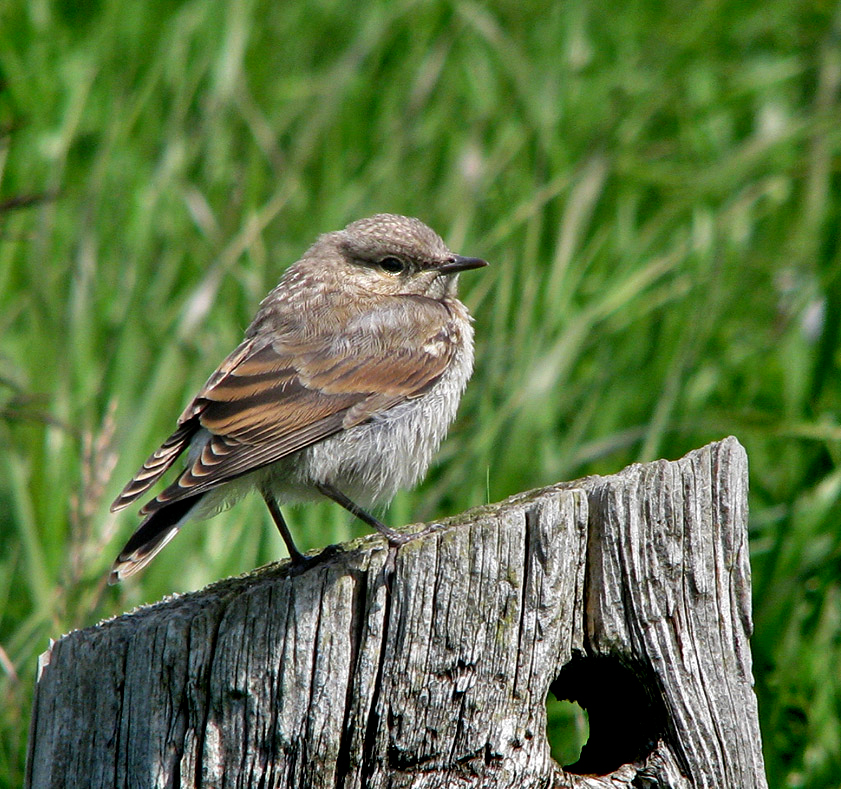
Mladý pták

Bělořit šedý je pták veliký asi jako vrabec domácí. Je dlouhý 14,5 až 15,5 cm, v rozpětí má 26 až 32 cm. Váží 17 až 30 g. Žije až 5 let. Samice ani samec v prostém šatě nejsou moc kontrastně zbarveni. Sameček má v době hnízdění šedou hlavu, bílý proužek přes oko, černou skvrnu za okem, bílou pásku nad okem a černá křídla i konec ocasu. Spodní strana těla je žlutá. Severoafričtí bělořiti mají hrdlo černé. Typický je bílý kostřec, podle kterého dostal pták české jméno. Mláďata jsou skvrnitá. Zdržuje se zejména na zemi, rád sedává na velkých balvanech. Let je nízký, třepotavý, převážně rychlý, ve vlnovkách, někdy startuje z větve. Po přistání poklonkuje.

## Hlas
Vábení je opakované „jiv“ nebo „jiv-tek“, zpěv je dlouhý, proměnlivý, s mnoha variacemi, často přednášený i v letu. Mnohdy napodobuje i zpěv jiných ptáků.

## Rozšíření

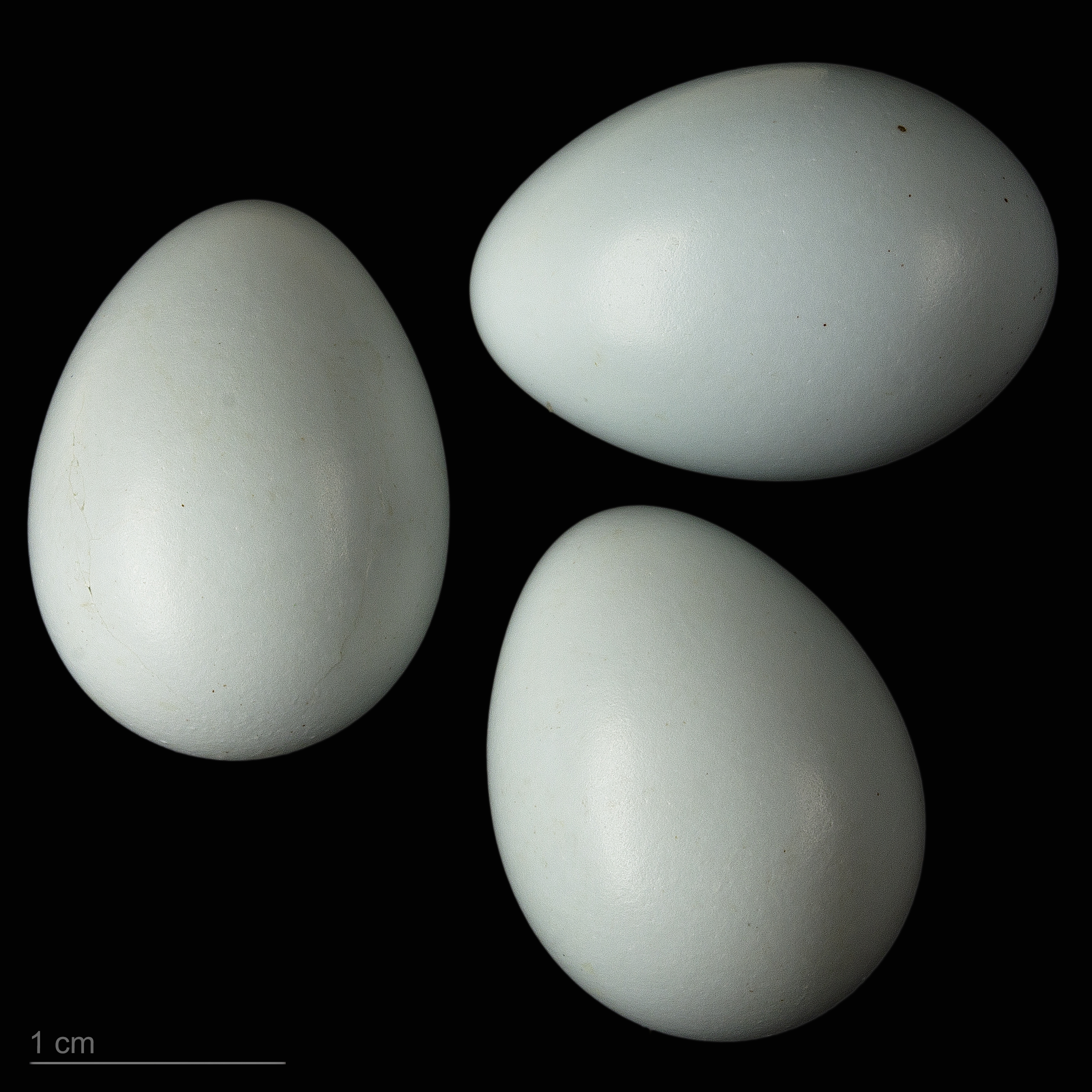
Oenanthe oenanthe oenanthe

Západní část palearktické oblasti (západní Eurasie včetně severní Afriky a Přední Asie), východní část palearktické oblasti (východní Eurasie včetně Japonska a severní Číny), etiopská oblast (Afrika od Sahary k jihu), nearktická oblast (Severní Amerika). Bělořit šedý je tažný pták, ze zimovišť v Africe jižně od Sahary se vrací na přelomu března a dubna a odlétá v říjnu.

## Výskyt v Česku
Rozšířen je nepravidelně po celém území republiky, hojnější je v nižších teplých oblastech, celkem pravidelně ale hnízdí i na bezlesých hřebenech hor. Od poloviny minulého století se početnost stále silně snižuje, z některých oblastí téměř vymizel (např. na Českomoravské vrchovině to býval hojný druh, v současnosti na celém území hnízdí pouze do 10 párů). Na celém území ČR v letech 2001-03 hnízdilo 200-400 párů, druh je i nadále hodnocen jako silně ubývající.
V posledních desetiletích počty ubývají i v celé Evropě, v současnosti se odhadují na 4,6 milionu hnízdících párů.
V Červeném seznamu ČR je v kategorii EN - ohrožený druh.

## Biotop
Bezlesé, suché krajiny se suťovými a skalnatými terény, suchými zídkami anebo dunami s vřesem.

## Hnízdění
Hnízdí v skalnatých územích, v lomech, na pastvinách s kameny, v horách i nad pásmem lesa. Hnízdí v dubnu až červnu jednou až dvakrát ročně. Hnízdo je volně spleteno ze stébel a kořínků, je umístěno nízko nad zemí v křovinách. Může hnízdit i v králičí noře, pod kamenem či v kamenné zídce. V hnízdě bývá 4 až 6 světle modrých neskvrnitých vajec, na kterých sedí oba rodiče asi 13 až 14 dní a mláďata poté krmí též oba rodiče po dobu asi 13 - 17 dní.

## Potrava
Živí se drobnými bezobratlými živočichy, zejména hmyzem a malými plži, od léta stejně jako jiní drozdovití ptáci sbírá i různé bobule.